# Jonas Erwig-Drüppel
Jonas Erwig-Drüppel (* 20. Juli 1991 in Dorsten) ist ein deutscher Fußballspieler. Er steht beim Fünftligisten SSVg Velbert unter Vertrag. Seine bevorzugte Position ist die rechte Außenbahn.

## Karriere
Erwig-Drüppel spielte in der Jugend für den SV Schermbeck, BVH Dorsten, den VfL Bochum und die SpVgg Erkenschwick. Zur Saison 2010/11 wechselte er zum FC Schalke 04, mit dessen zweiter Mannschaft er in der Regionalliga West spielte. Nach zwei Spielzeiten wechselte er zu Eintracht Braunschweig, für die er am 15. September 2012 beim Spiel gegen den SSV Jahn Regensburg zu seinem Debüt in der 2. Bundesliga kam. Am Ende der Saison 2012/13 stieg er mit der Eintracht in die Bundesliga auf. In der Rückrunde der Saison 2013/14 zog er sich einen Meniskusriss im rechten Knie zu und fiel aus. Nach dem Abstieg erhielt Erwig-Drüppel in Braunschweig keinen neuen Vertrag mehr.
Er wechselte in die 3. Liga zum SSV Jahn Regensburg, bei dem er einen bis 2015 laufenden Vertrag unterschrieb. Anfang Februar 2015 löste er seinen Vertrag in Regensburg auf und schloss sich bis zum Saisonende dem VfB Oldenburg an. In der Sommerpause 2015 wechselte er zum SC Verl, bei dem sein Vertrag zum 30. Juni 2016 auslief. Zur Regionalliga West Saison 2016/17 wechselte er zur SG Wattenscheid 09.
Nach zwei Jahren bei der SG Wattenscheid 09 wechselte Erwig-Drüppel ablösefrei zum 1. Juli 2018 zum Ligakonkurrenten Wuppertaler SV. Nachdem dieser jedoch in finanzielle Schwierigkeiten geriet und seinen Spielern einen sofortigen Wechsel ermöglichte, schloss sich Erwig-Drüppel im Januar 2019 Rot-Weiss Essen an.
Im Sommer 2020 wechselte Erwig-Drüppel ablösefrei erneut zum Wuppertal SV. Nach Ablauf der Saison 2020/2021 entschied er sich für einen Wechsel zum damaligen Fünftligisten SSVg Velbert 02.